# دایسوکه ناکاماکی
دایسوکه ناکاماکی (ژاپنی: 中牧 大輔؛ زادهٔ ۲۷ مهٔ ۱۹۸۶) یک بازیکن فوتبال اهل ژاپن است.
از باشگاه‌هایی که در آن بازی کرده‌است می‌توان به باشگاه فوتبال جف یونایتد چیبا، باشگاه فوتبال فاگیانو اوکایاما و باشگاه فوتبال ریوکیو اشاره کرد.